# Roca lunar

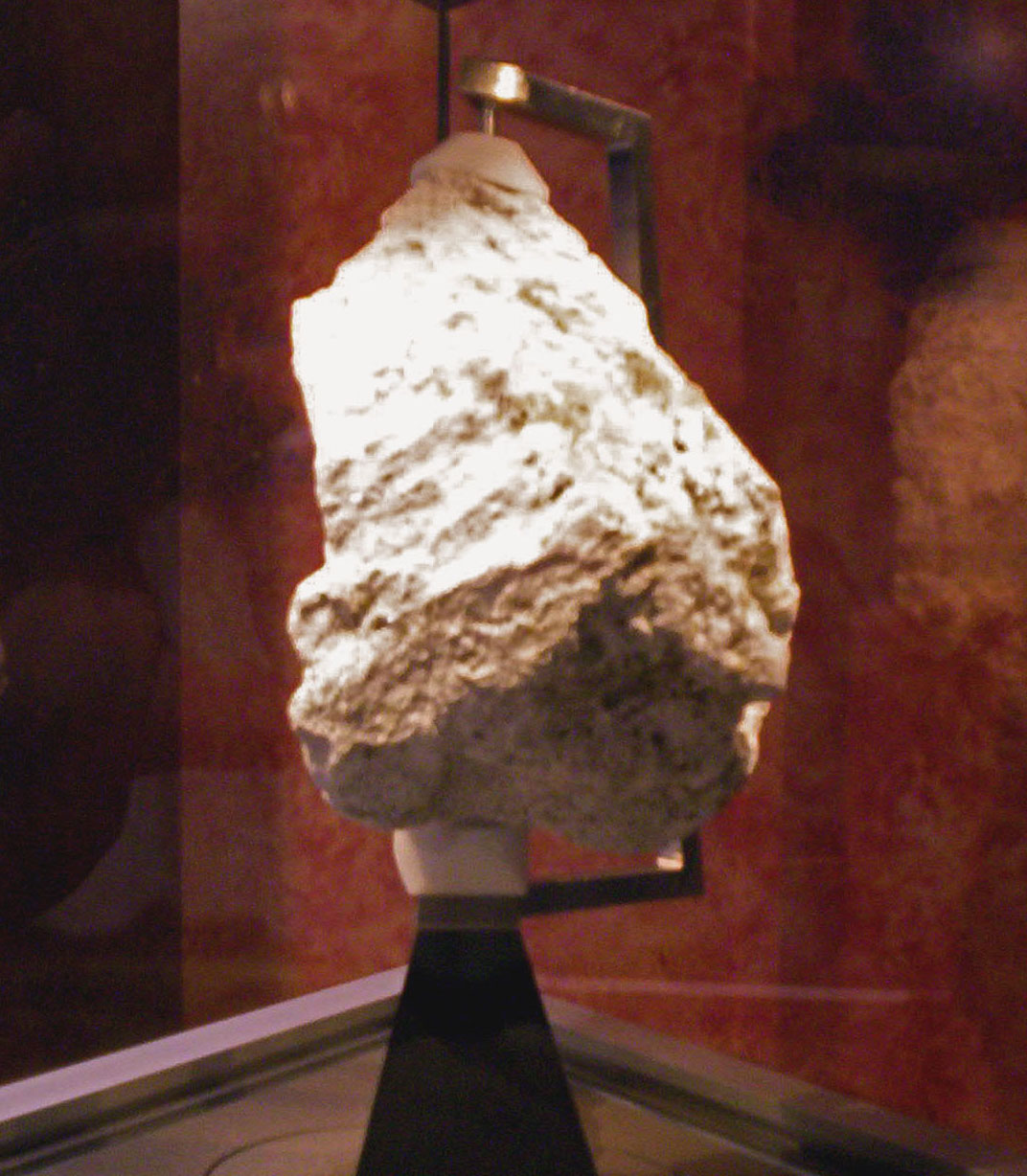
Anortosita ferrosa lunar #60025 (feldespato plagioclasa).
Recolectado por el Apolo 16 cerca del Cráter Descartes.
Museo Nacional de Historia Natural (Washington D. C.).

Roca lunar, término para rocas formadas en la Luna. Las misiones Apolo de Estados Unidos de América y el programa Luna de la Unión Soviética recolectaron in situ diversas rocas lunares y muestras de estas. Durante las seis expediciones Apolo que alunizaron se recogieron 2415 muestras de peso total de 382 kg. La mayoría recogidas por las misiones Apolo 15, Apolo 16 y Apolo 17, entre las tres, un total de 283 kg de muestras.
Las muestras de roca lunar se recogieron mediante el uso de diferentes herramientas, incluyendo martillos, rastrillos, palas, etc. La mayoría fueron fotografiadas antes de ser recogidas para registrar las condiciones naturales en que se encontraban en la Luna. Se depositaron en bolsas de muestras y éstas en "contenedores de muestras en ambientes especiales" para su regreso a la Tierra, de forma que quedaran protegidas de la contaminación.
En general, las rocas recogidas en la Luna son mucho más viejas que las que se pueden encontrar en la Tierra, según las técnicas de datación radiométrica. La muestra más reciente es más antigua que las más antiguas rocas localizadas en la Tierra. Las muestras datan de entre hace 3200 millones de años, caso de las muestras de basalto de los mares lunares hasta hace 4600 millones de años, caso de las muestras de zonas altas. Son por lo tanto muestras de un período muy temprano en la formación del Sistema Solar.
Las rocas poseen características muy similares a las rocas de la Tierra, especialmente en cuanto a la cantidad de isótopos de oxígeno. Pero las rocas de la Luna tienden a ser relativamente bajas en hierro, y no contienen elementos químicos volátiles tales como potasio y sodio. Además, carecen absolutamente de agua.
| Misión Lunar | Muestra Recolectada |
| ------------ | ------------------- |
| Apolo 11     | 22 kg               |
| Apolo 12     | 34 kg               |
| Apolo 14     | 43 kg               |
| Apolo 15     | 77 kg               |
| Apolo 16     | 95 kg               |
| Apolo 17     | 111 kg              |
| Luna 16      | 101 g               |
| Luna 20      | 55 g                |
| Luna 24      | 170 g               |

Entre los minerales encontrados en la Luna está la armalcolita, bautizada en honor a los tres astronautas de la misión histórica del Apolo 11: Armstrong, Aldrin y Collins.
El principal almacén de rocas lunares es el Laboratorio de Recepción Lunar del centro espacial Lyndon B. Johnson, en Houston. Por motivos de seguridad, existe también una colección menor en la base de la Fuerza Aérea Brooks en San Antonio. La mayoría de las rocas se guardan bajo frío extremo, en nitrógeno líquido, para así mantenerlas libres de la humedad o de otros agentes externos. Solo se pueden manejar indirectamente utilizando herramientas especiales.

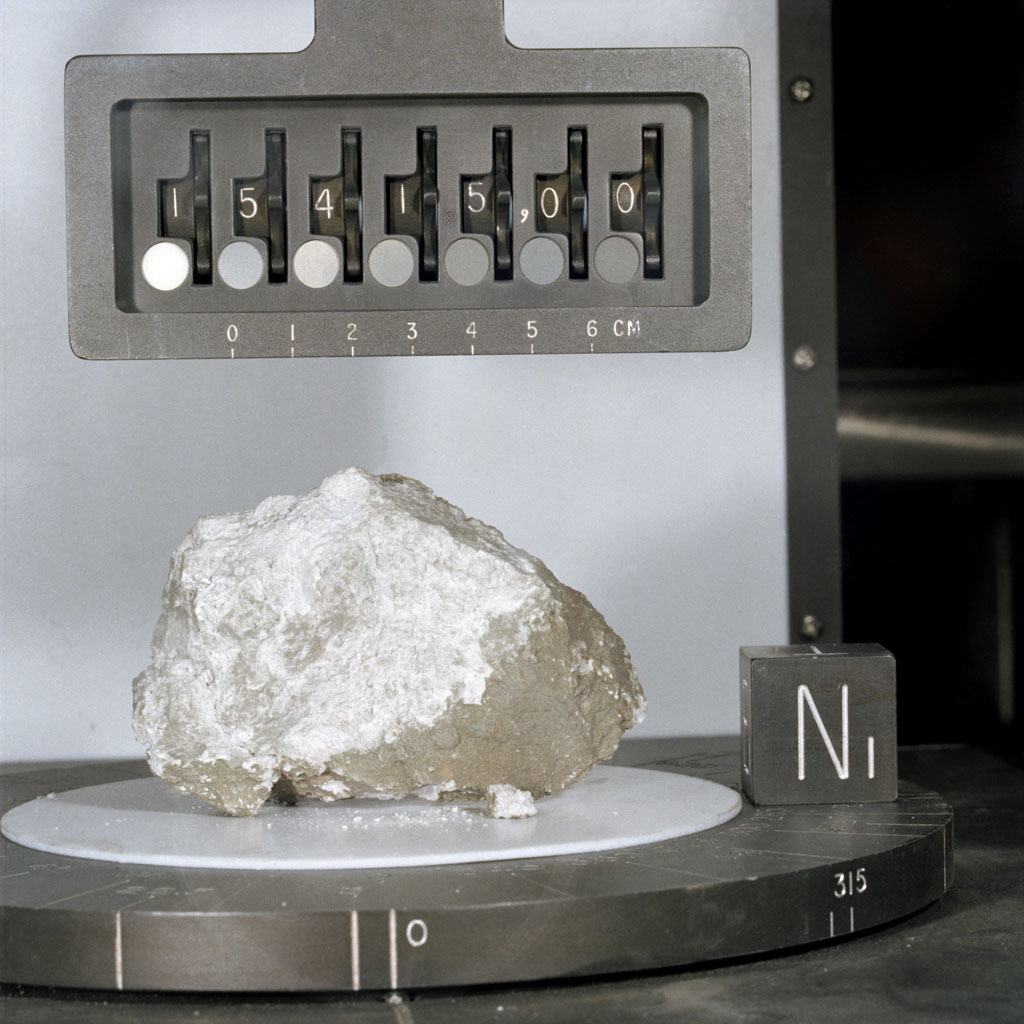
Roca Génesis, traída por la misión del Apolo 15.